# Vale da Trave

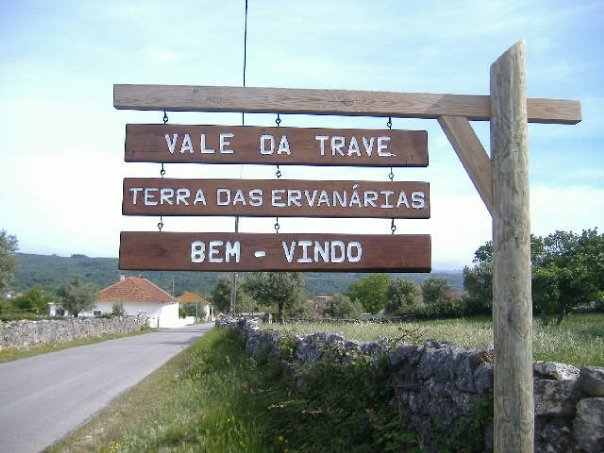
Imagem de Vale da Trave

Vale da Trave é uma aldeia da freguesia de Alcanede, concelho de Santarém, Portugal.
Em termos geográficos o Vale da Trave situa-se no bordo Sul do Maciço calcário estremenho, na sub-unidade do planalto de Santo António, sendo parcialmente abrangido pela Área Protegida do Parque Natural das Serras de Aire e Candeeiros e pelo Sítio de Interesse Comunitário (SIC) PTCON0015 Serras de Aire e Candeeiros.
A paisagem é caracterizada nas zonas mais deprimidas por mosaicos de terrenos agrícolas ladeados por bosques mediterrâneos e nas zonas mais elevadas, por matos rasteiros e esparsos, devido à escassez de solo e à menor disponibilidade hídrica o que condiciona o desenvolvimento da vegetação. Ocorrem ainda traços de uma paisagem rural moldada secularmente pela actividade humana, ligada à agricultura e pastorícia, onde se inclui também a actividade extractiva. A pedra calcária é sempre o elemento de ligação entre o passado e o presente e está sempre omnipresente: nos muros de pedra solta, nos maroiços, nas pias, na casa, no local de trabalho, etc. No passado, a sua exploração fazia-se para produção de cal e cantarias, estando hoje cingida à produção de calçada. A arquitectura tradicional da pedra assume relevância junto às povoações, onde o conjunto formado pela casa térrea com alpendre, munida de um sistema de recolha de águas e de uma cisterna, o pátio, os cómodos para o gado, o forno e a eira, constituem a tipologia característica desta região.

## Socioeconomia
No Vale da Trave predominam os sistemas agrícolas de produção extensivos que se encontram em declínio, devido sobretudo aos baixos rendimentos que este tipo de actividades proporcionam aos agricultores e, como tal, não são atractivos para captarem a população mais jovem. Importa contrariar as tendências do abandono agrícola neste lugar, pois a ele está associado a perda e o envelhecimento da população, com consequências óbvias ao nível social e ambiental, pela perda da diversidade paisagística e da degradação das condições de habitat que servem de suporte a inúmeras espécies, de flora e fauna, com elevado interesse de conservação.
O sector secundário emprega a quase totalidade da população activa deste lugar, nomeadamente a indústria extractiva da pedra, que é uma das principais actividades económicas no Maciço Calcário Estremenho, a indústria de mobiliário, curtumes e ervanárias.
Consciente do seu potencial turístico tem sido dado passos no sentido de criar condições para que esta actividade possa integrar-se no tecido económico do lugar.

## Lugares do Vale da Trave
- Vale da Trave, Casal D'Além, Covão dos Porcos, Vale de Mar